# Usk
Usk (walesiska: Brynbuga) är en ort och community i Storbritannien.   Den ligger i kommunen Monmouthshire och riksdelen Wales, i den södra delen av landet, 190 km väster om huvudstaden London. 
Sedan 2013 är Usk administrativ huvudort för kommunen Monmouthshire.